# Lusura plorabilis
Lusura plorabilis är en fjärilsart som beskrevs av William Schaus 1906. Lusura plorabilis ingår i släktet Lusura och familjen tandspinnare. Inga underarter finns listade i Catalogue of Life.